# Samantha Richards
Samantha Richards (nacida el 24 de febrero de 1983 en Melbourne, Australia) es una jugadora de baloncesto australiana. Ha conseguido 3 medallas en competiciones internacionales con Australia.Juega para el Seattle Storm en la Asociación Nacional de Baloncesto Femenino, y para los Rangers de Dandenong en la Liga Nacional de Baloncesto Femenino. Ella es también un miembro del equipo nacional de baloncesto femenino de Australia. Ella ha jugado profesionalmente en Australia para Dandenong Rangers del WNBL, el Instituto Australiano del Deporte, el lince de Perth y los Boomers Bulleen. Ella también ha jugado profesionalmente en Europa. Richards ha sido miembro del equipo nacional de baloncesto femenino de Australia en la sub-19, sub-21, y los equipos de la Universidad de Mayores.

## Vida privada
Richards nació el 24 de febrero de 1983 en Melbourne. Ella es de 168 centímetros (66 pulgadas) de altura.

## Baloncesto
Richards es una guardia, que se especializa como una amrmadora base. Ella jugó su tercer baloncesto para Nunawading.

### Europa
Richards ha jugado al baloncesto en Europa. En 2007, ella firmó para jugar con AZS PWSZ Gorzow en Polonia. En 2009, ella estaba jugando para un equipo checo.